# Glivna bolezen
Glivna bolezen ali mikoza je bolezen, ki jo povzročijo zajedavske glive: kvasovke, plesni in dermatofiti. Glivne bolezni ločimo grobo na površinske, ki prizadenejo kožo, nohte, lase ali sluznice, ter sistemske, pri katerih povzročitelj doseže krvni obtok.
Uporablja se tudi izraz glivične bolezni, ki se pa bolj nanaša na dermatofite (glivne povzročitelje, ki povzročijo površinsko okužbo kože, las in nohtov).

## Glivične bolezni pri človeku

### Površinske glivične bolezni

#### Kožne glivične bolezni
Glivične bolezni kože, nohtov ali las povzročijo najpogosteje dermatofiti, ki se prenašajo neposredno iz človeka na človeka. Te glivične okužbe imenujemo dermatofitije. Keratin v koži, nohtih in laseh predstavlja hranilo za glive. Na koži so vidni obroči, kjer se pojavlja rdečina in luske, v sredi pa se koža zopet obnovi. Pri ljudeh z neokrnjenim imunskim sistem telo navadno samo premaga dermatofitijo. Za hitrejšo ozdravitev se uporabljajo kreme s protiglivičnimi učinkovinami.

#### Glivične bolezni sluznic
Prizadete so lahko tudi sluznice, na primer v ustih, nosu, žrelu in na spolovilih. Najpogosteje jih povzročajo glive iz rodu kandid, zlasti Candida albicans. Sicer glive iz tega rodu pogosto naseljujejo normalno floro sluznic in ne povzročajo bolezni. Nastop mikoze na sluznicah praviloma pomeni oslabitev imunskega sistema. Okužba se kaže kot rdečina na sluznicah.

### Sistemske glivne bolezni
V tem primeru vstopi povzročitelj v človeški krvni obtok, največkrat preko pljuč, ter prizadene notranje organe. Gre za zelo resne bolezni, ki jih stežka zdravimo in lahko povzročijo smrt. Zbolijo ljudje z zelo oslabljenim imunskim sistemom, npr. bolniki po kirurškem posegu, presaditvi organov, bolniki z aidsom ... Povzročitelji so plesni iz rodu aspergilov, Cryptococcus neoformans ... Nekatere glive pa povzročajo bolezni tudi pri sicer zdravih posameznikih, na primer blastomicete in histoplazme.

### Diagnoza
Glivne bolezni navadno diagnosticirajo z odvzemom vzorca ter kultiviranjem povzročitelja na umetnih gojiščih, kar je potrebno za identifikacijo povzročitelja, a je dolgotrajno in zapleteno. Zato pogosto še pred dokončno diagnozo zdravnik začne z izkustvenim zdravljenjem. 

### Zdravljenje
Za zdravljenje glivnih bolezni se uporabljajo protiglivična zdravila (antimikotiki). Pri površinskih mikozah obolele predele mažemo s kremami, ki vsebujejo antimikotik. Pri okužbah sluznic se uporabljajo različne farmacevtske oblike, odvisno od tega, katera sluznica je prizadeta (mazila, tablete, svečke ...). Pri sistemskih mikozah se dajejo antimikotiki predvsem intravensko.